# Nordstjernanhusets byggnadsur

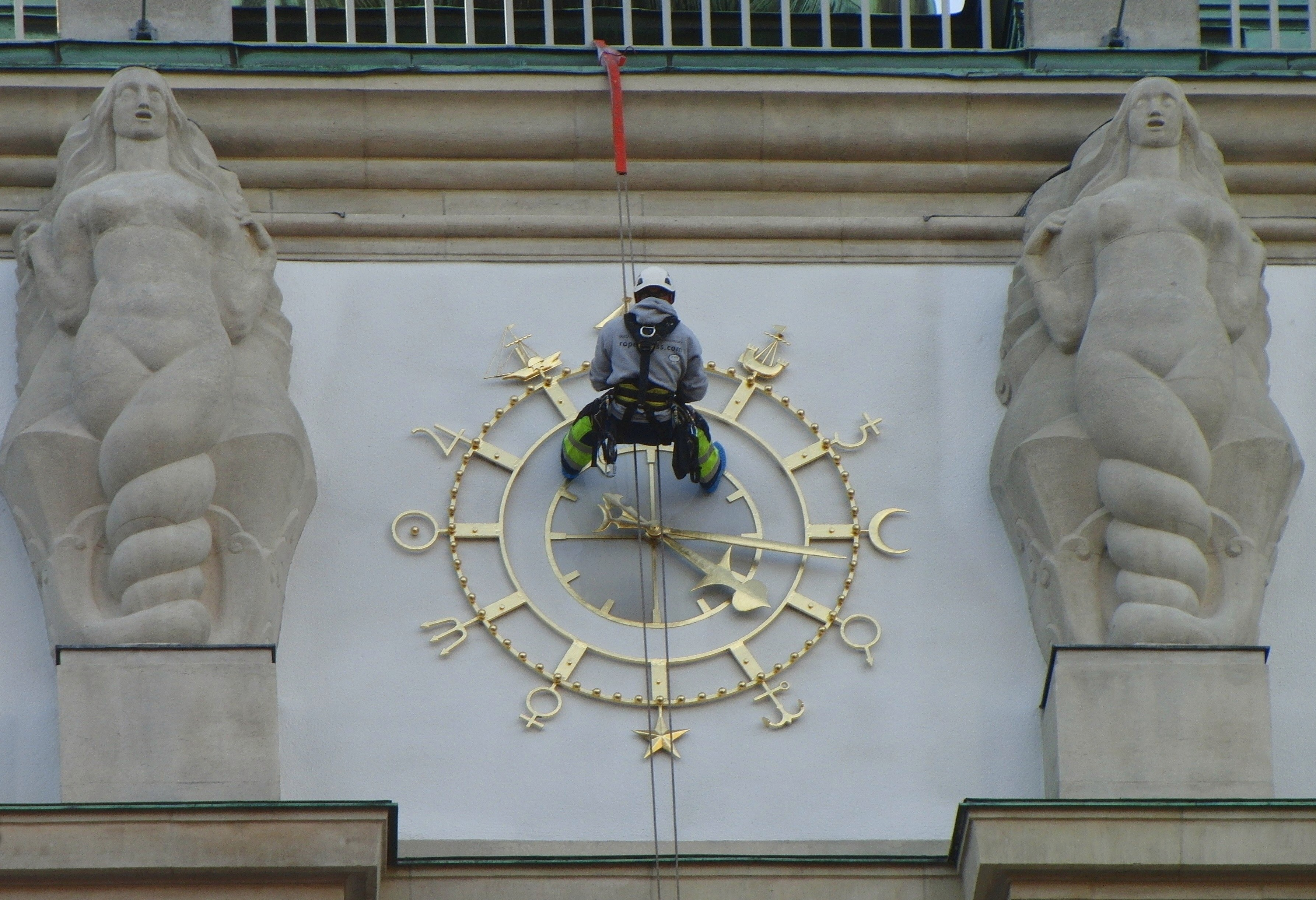
Nordstjernanhusets byggnadsur 2011.

Nordstjernanhusets byggnadsur finns på Nordstjernanhuset (även kallat Johnsonlinjens hus) vid Stureplan 3 i Stockholm. Uret formgavs av arkitekt Ivar Tengbom i samband med ombyggnaden av huset 1919.

## Huset
Byggnaden uppfördes ursprungligen 1898–1899 för KM Lundbergs varuhus efter ritningar av arkitekt Erik Josephson, redan då fanns ett ur på fasaden mot Stureplan. Klockan drevs troligen av ett mekaniskt urverk av okänd fabrikat. Åren 1919 till 1920 genomfördes en omfattande ombyggnad av huset för rederiet Nordstjernan AB sedan KM Lundberg, som hade namnändrat till Nordiska Kompaniet flyttat till Hamngatan.

## Uret

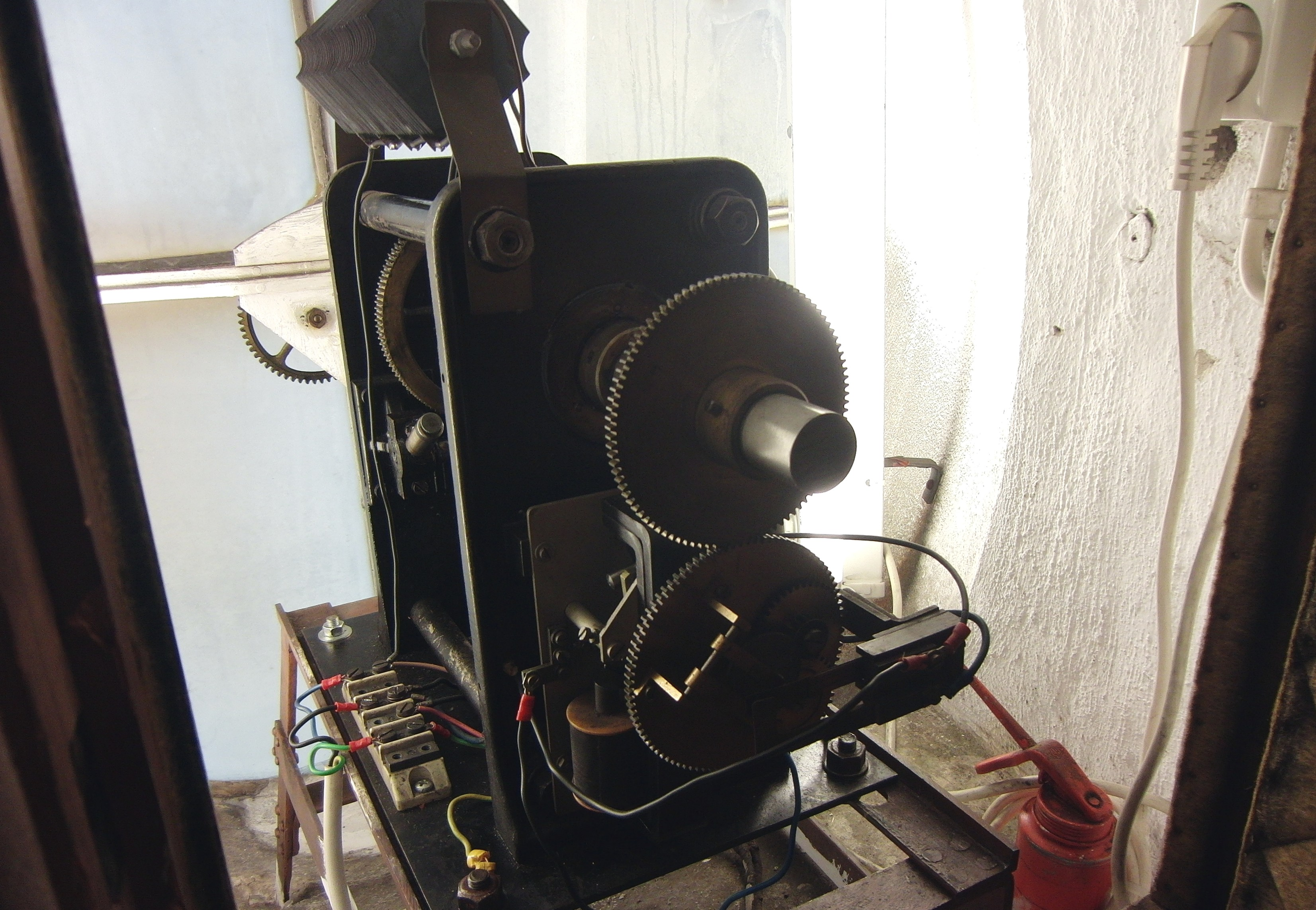
ASEA-verket från 1919.

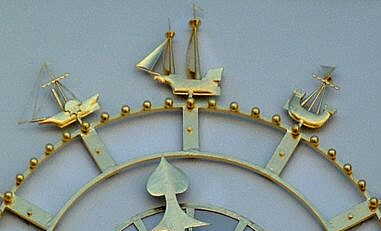
Tre äldre handelsfartyg från olika skelar.

Fasaden liksom byggnadsuret gestaltades av arkitekt Ivar Tengbom och smyckades med fyra skulpterade galjonsfigurer i Ignabergakalksten av Carl Milles. Urets ursprungliga placering mot Stureplan bibehölls.
År 1919 elektrifierades urverket, som tillverkades av ASEA och drevs med 24 volt likström. Verket står på ett stålstativ och finns i en låsbar väggnisch i ett rum på våning fem trappor. Numera styrs urverket av ett modernt centralur i källaren.
Urtavlan uppvisar inga siffror utan allehanda astronomiska och sjöfartsanknutna symboler som solen, månen, ett ankare, Neptunus treudd och naturligtvis en ”nordstjärna” på position för siffran sex. På platserna för siffrorna ett, elva och tolv syns tre äldre handelsfartyg från olika skelar: en medeltida kogg, en tidig hjulångare och en ostindiefarare. Urtavlan och visarna är förgyllda och på kvällar och nätter indirekt belysta bakifrån. År 2011 renoverades förgyllningen med bladguld.